# オープンスカイズ条約
オープンスカイズ条約（オープンスカイズじょうやく、英：Treaty on Open Skies）は、参加国全域にわたる非武装での空からの監視飛行プログラムを確立する国際条約である。領空開放条約とも呼ばれている。

## 概要
この条約は、相互理解と信頼を高めることを目的としており、全参加国が、自国にとって懸念のある軍事力や活動に関する情報を直接収集する役割を与えることにより、それを実現することを目的としている。
2002年1月1日に発効したオープンスカイズ条約は、現在34の締約国が存在する。この条約により、参加国は非武装の航空機を使用して参加国全域を監視することができる。国々が互いに公然と監視することを許すアイデアは、誤解を防止し緊張のエスカレーションを制限することが考えられている。また、条約の約束を守ることについて、相互の説明責任を提供することもできる。オープンスカイ条約は、参加国がお互いに信頼関係を構築する上で重要な役割を果たしており、国際的な安全保障に貢献している。
2020年5月21日、アメリカはロシアによる複数回の条約違反を理由に条約からの離脱を表明し、11月22日に正式に離脱した。アメリカ空軍は2021年6月4日に、オープンスカイズ条約用の航空機を完全に退役させた。さらに2021年1月15日には、ロシアが条約脱退の意向を表明し、12月18日に正式に離脱した。